# 1676년
1676년은 수요일로 시작하는 윤년이다.

## 연호
- 동녕(東寧) 영력(永曆) 30년
- 청(淸) 강희(康熙) 15년
- 일본(日本) 엔포(延宝) 4년
- 후 레 왕조(後黎朝) 빈찌(永治) 원년
- 막 왕조(莫朝) 투언득(順德) 39년

## 기년
- 동녕(東寧) 연평문왕(延平文王) 14년
- 류큐(琉球) 쇼테이왕(尚貞王) 8년
- 청(淸) 성조 강희제(聖祖 康熙帝) 15년
- 조선(朝鮮) 숙종(肅宗) 2년
- 후 레 왕조(後黎朝) 희종(熙宗) 원년

## 사건
- 9월 21일 - 교황 인노첸시오 11세, 240대 로마 교황 취임.

## 탄생
- 8월 26일 - 영국의 정치인 로버트 월폴
- 조선후기의 화가, 문신 정선

## 사망
- 7월 22일 - 교황 클레멘스 10세, 239대 로마 교황.